# Särö Västerskog
Särö Västerskog este o arie protejată (arie specială de conservare — SAC, sit de importanță comunitară — SCI) din Suedia întinsă pe o suprafață de 49,6 ha, integral pe uscat.

## Localizare
Centrul sitului Särö Västerskog este situat la coordonatele 57°30′17″N 11°55′28″E / 57.5047°N 11.9244°E.

## Înființare
Situl Särö Västerskog a fost declarat sit de importanță comunitară în ianuarie 1997 pentru a proteja 2 specii de animale. Situl a fost protejat și ca arie specială de conservare în martie 2011.

## Biodiversitate
Situată în ecoregiunile continentală și marină Atlantică, aria protejată conține 6 habitate naturale: Faleze cu vegetație de pe coastele atlantice și baltice, Păduri acidofile de stejar bătrân cu Quercus robur pe câmpii nisipoase, Păduri pe pante, grohotișuri și ravene de Tilio-Acerion, Roci stâncoase cu vegetație pionieră de Sedo-Scleranthion sau Sedo albi-Veronicion dillenii, Păduri aluvionare cu Alnus glutinosa și Fraxinus excelsior (Alno-Padion, Alnion incanae, Salicion albae), Păduri de stejar sau de stejar și carpen sub-atlantice și medio-europene de Carpinion betuli.
La baza desemnării sitului se află mai multe specii protejate de  nevertebrate (2): Anthrenochernes stellae, Vertigo angustior.